# Organokatalyse
Inden for organisk kemi er organokatalyse en form for katalyse, hvor reaktionshastigheden bliver øget af en organisk katalysator. Denne "organokatalysator" består af carbon, hydrogen, svovl og andre ikke-metalliske grundstoffer i organiske forbindelser. Da katalysatorerne ofte minder om hinanden i opbygning og beskrivelse, bliver de ofte fejlagtigt tage for at være en misnomer for enzymer soom følge af deres sammenlignelige effekter på reaktionshastigheden og katalysen der er involveret i reaktionern.
I 2021 modtog kemikerne David MacMillan og Benjamin List nobelprisen i kemi for deres arbejde med at udvike asymmetrisk organokatalyse.